# Ukth
Ukth – wieś położona w północnej części Albanii w gminie Qelëz. Wieś znajduje się 85 kilometrów od stolicy państwa, Tirany.

## Demografia
Według spisu ludności z 1989 roku we wsi Ukth mieszkało 176 mieszkańców.